# Couronne Lochoise
De Couronne Lochoise is een Franse kaas uit de regio van Touraine (Centre-Val de Loire) in de Indre-vallei, uit de omgeving van Loches.
De Couronne Lochoise komt uit dezelfde regio als de Brebis du Lochois. De kaas heeft als bijzonderheid dat het gemaakt wordt van rauwe geitenmelk. Het levert een uitzonderlijke en bijzonder smaakvolle kaas op. De kaasmassa is zeer zacht en romig, de kaas heeft een gecendreerde korst.